# 발부르가 합스보리 도우글라스
발부르가 합스보리 도우글라스(스웨덴어: Walburga Habsburg Douglas, 1958년 10월 5일 ~ )는 독일 태생의 스웨덴 변호사이자 정치인으로, 2006년부터 2014년까지 중도당 소속 스웨덴 릭스다그 의원을 역임했다. 그녀는 파네우로페안 연합의 부회장이자 공산주의 범죄 정보 연구소의 이사이다.